# Aquiloeurycea
Aquiloeurycea é um género de anfíbios da família Plethodontidae. Está presente na América Central desde o México até à Guatemala.

## Espécies
Estão descritas 6 espécies:
- Aquiloeurycea cafetalera (Parra-Olea, Rovito, Márquez-Valdelmar, Cruz, Murrieta-Galindo, and Wake, 2010)
- Aquiloeurycea cephalica (Cope, 1865)
- Aquiloeurycea galeanae (Taylor, 1941)
- Aquiloeurycea praecellens (Rabb, 1955)
- Aquiloeurycea quetzalanensis (Parra-Olea, Canseco-Márquez, and García-París, 2004)
- Aquiloeurycea scandens (Walker, 1955)